# Periferienhet (mikroprocessor)
Periferienhet kan vara en krets i ett mikroprocessorsystem och har ofta en specifik uppgift för att avlasta mikroprocessorn. Ofta kallas periferienheten i detta sammanhang för kontrollerkrets och kan exempelvis hantera kommunikation mellan olika delar av mikroprocessorsystemet och omvärlden. I ett IT-perspektiv kan även datorutrustning som till exempel skrivare och modem benämnas periferienheter.

## Funktion
På grund av omvärldens asynkrona natur behövs kontrollerkretsar för vissa dedikerade uppgifter för att mikroprocessorn inte skall behöva stanna och vänta på att få hantera inkommande eller utgående data. Kontrollerkretsar innehåller ofta FIFObuffring av data vilket lösgör väntetiden för andra sysslor.
Det finns även periferienheter som inte hanterar dataflöden utan istället övervakar eller styr funktioner i ett mikroprocessorsystem med hjälp av digitala I/O portar och AD/DA omvandlare. Dessa har som regel ingen buffring.

### Inkommande trafik
När data tagits emot av kontrollerkretsen från omvärlden lagras detta i ett FIFO vartefter mikroprocessorn notificeras av kontrollerkretsen genom att denna genererar ett avbrott. För att mikroprocessorn skall få lite tid på sig kan ett begränsat antal data paket lagras innan FIFOt blir fullt, och om detta händer registrerar kontrollerkretsen att datapaket tappats så att mikroprocessorn vet att den tagit emot ofullständigt data. Det är alltså viktigt för ett mikroprocessorsystem att kunna ta hand om ett avbrott i tid för optimal funktion. Ett mindre effektivt sätt är att polla kontrollerkretsen om inte avbrott kan användas.

### Utgående trafik
När mikroprocessorn vill skicka data placeras detta i kontrollerkretsens utgående FIFOkö. När kön fyllts upp, om mikroprocessorn är snabb nog, indikerar kontrollerkretsen att så är fallet och data skickas ut helt oberoende av mikroprocessorn. När FIFO kön är tom eller nått en viss nivå av ledig plats genereras ett avbrott
så att mer data kan fyllas på så snabbt som möjligt för optimal funktion. Ett mindre effektivt sätt är att polla kontrollerkretsen om inte avbrott kan användas.